# Jaroslav Hellebrand
Jaroslav Hellebrand (ur. 30 grudnia 1945 w Pradze) – czeski wioślarz reprezentujący Czechosłowację, brązowy medalista olimpijski i trzykrotny medalista mistrzostw świata.

## Kariera
Wystąpił na igrzyskach olimpijskich w Meksyku w 1968, zajmując dwunaste miejsce w dwójkach podwójnych. Na rozgrywanych cztery lata później igrzyskach olimpijskich w Monachium był dwunasty w jedynkach. Brał też udział w igrzyskach olimpijskich w Montrealu w 1976, gdzie osada Czechosłowacji w składzie: Jaroslav Hellebrand, Václav Vochoska, Zdeněk Pecka i Vladek Lacina zdobyła brązowy medal w czwórce podwójnej. W finale uplasowali się o 3,12 sekundy za osadą NRD i o 1,88 sekundy za osadą ZSRR.
W tej samej konkurencji zdobył srebro na mistrzostwach świata w Nottingham (1975) i brąz na mistrzostwach świata w Lucernie (1974). Ponadto wywalczył brąz w jedynkach na mistrzostwach świata w St. Catharines (1970), plasując się za Alberto Demiddim z Argentyny i Götzem Draegerem z NRD. 
Zdobył również brązowe medale w dwójkach podwójnych na mistrzostwach Europy w Duisburgu (1965) i mistrzostwach Europy w Vichy (1967). 
Po zakończeniu kariery pracował jako nauczyciel. Po rozpadzie Czechosłowacji założył własną firmę zajmującą się robotami ziemnymi. Od 2000 porusza się na wózku inwalidzkim na skutek wypadku paralotniarskiego.